# Цицин Микола Васильович
Ци́цин Мико́ла Васи́льович (рос. Никола́й Васи́льевич Ци́цин, 18 грудня 1898, Саратов — 17 липня 1980, Москва) — радянський ботанік, генетик і селекціонер. Академік АН СРСР (1939), ВАСХНіЛ (1938; у 1938—1948 віце-президент). Двічі Герой Соціалістичного Труда (1968, 1978); Лауреат Ленінської (1978) і Сталінської премії другої ступені (1943). Депутат Верховної Ради СРСР 1-го, 2-го і 4-го скликань.

## Біографія
Народився 18 грудня 1898 року в Саратові. Виходець з бідної селянської родини, батько помер у 1898 році, мати працювала служницею. З п'ятирічного віку виховувався в дитячому притулку. З тринадцятирічного віку працював на фабриці в Саратові. Через декілька років склав екзамен на телеграфіста.
Під час громадянської війни служив у Червоній армії, був військовим комісаром. Після війни з 1920 року навчався на робітничому факультеті, а потім в Саратовському сільськогосподарському інституті.
Закінчив Саратовський інститут сільського господарства і меліорації (1927).
Після закінчення інституту працював на Саратовській сільськогосподарській дослідній станції. Спілкування з такими видатними селекціонерами, як Н. Г. Мейстер, А. П. Шехурдін, П. Н. Константинов, що визначило подальший напрямок робіт молодого вченого. З самого початку його зацікавила проблема створення більш продуктивних сортів головної продовольчої культури — пшениці — на основі гібридизації культурних рослин з дикорослими видами. Працюючи агрономом одного з відділень зернорадгоспа «Гігант» Сальського району Ростовської області, Цицин схрестив пшеницю з пирієм і вперше отримав пшенично-пирійній гібрид, що стало початком його роботи в цьому напрямку. Широко залучав до схрещування дикорослі та культурні рослини, які пройшли самостійні еволюційні шляхи, що визначили їх генетичну відокремленість. Дослідження, що проводилися вченим в цьому напрямку, дозволили створювати нові сорти рослин, такі як багаторічна і зерно-кормова пшениці. Ці розробки стали істотним внеском в практику селекції і рослинництва країни і мали велике значення для розвитку генетики в СРСР.
У 1931–1937 завідувач організованою ним лабораторією пшенично-пирійних гібридів, в 1938–1948 голова Державної комісії з сортовипробування сільськогосподарських культур при міністерстві сільського господарства СРСР, віце-президент Всесоюзного товариства генетиків і селекціонерів ім. М. І. Вавілова, в 1940–1957 завідувач лабораторією віддаленої гібридизації АН СРСР, з 1945 директор Головного ботанічного саду АН СРСР.
Голова правління Ради ботанічних садів АН СРСР. Основні праці присвячені віддаленій гібридизації рослин. Від схрещування пшениці з пирієм отримав новий вид пшениці (Triticum agropynotriticum). Почесний член ряду академій соціалістичних країн (Академія наук Румунії, 1945 рік. Президент (1958—1970) і віце-президент (з 1970) Радянсько-індійського товариства дружби і культурних зв'язків, член Радянського комітету захисту миру.
Першого звання Героя Соціалістичної Праці удостоєний 17 грудня 1968 року зі формулюванням «за видатні заслуги в розвитку біологічної та сільськогосподарської наук і в зв'язку з 70-річчям від дня народження».
Член ВКП (б) з 1938 року. В кінці 1930-х років підтримував методи і ідеї Т. Д. Лисенка, проте в 1948 р в листі до Сталіна критикував Лисенка за «наукові помилки», «спроби адміністративними методами придушити наукових опонентів». Делегат XX з'їзду КПРС.

## Основні роботи
- Проблема озимих і багаторічних пшениць. М., 1935;
- Що дає схрещування пшениці з пирієм. М., 1937;
- Дослідження в області вегетативно-статевої гібридизації трав'янистих рослин з деревними // Праці Зонального інституту сільського господарства нечорноземної смуги СРСР. М., 1946;
- Шляхи створення нових культурних рослин. М., 1948;
- Віддалена гібридизація рослин. — М .: Сельхозгиз, 1954. — 432 с.
- Роль науки і передової практики в підйомі сільського господарства. М., 1954;
- Атлас лекарственных растений СССР / гл. ред. Н. В. Цицин. — М. : Гос. изд-во мед. лит, 1962. — 703 с.
- Ботанические сады СССР / АН СССР. Совет ботан. садов СССР. Науч. совет по проблеме «Интродукция и акклиматизация растений». — М. : Наука, 1974. — 192 с. — 4350 прим.
- Роль віддаленій гібридизації в еволюції рослин. М .: Наука, 1975;
- Багаторічна пшениця / АН СРСР. Секція хім.-технол. і біол. наук, Гл. ботан. сад. — М .: Наука, 1978. — 288 с.
- Теорія і практика віддаленої гібридизації / АН СРСР. Гл. ботан. сад. — М .: Наука, 1981. — 159 с.

## Нагороди і премії
- Двічі Герой Соціалістичної Праці (1968, 1978).
- Сім орденів Леніна (30.12.1935; 10.06.1945; 10.11.1945; 19.11.1953; 17.12.1968; 17.09.1975; 15.12.1978)[6] .
- Орден Жовтневої Революції (18.12.1973).
- Орден Трудового Червоного Прапора (16.11.1939).
- Медаль «За бойові заслуги» (28.10.1967).
- Ленінська премія (1978).
- Сталінська премія другого ступеня (1943).
- Орден сільськогосподарських заслуг (Франція, 1959).

## Увічнення пам'яті М.В.Цицина
У Саратові в сквері на вулиці Рахова встановлено бюст. Встановлені пам'ятні дошки на Будинку на набережній в Москві та біля головного корпусу Головного ботанічного саду імені М. В. Цицин РАН в Москві. Ім'ям Цицина названий ботанічний сад в Москві.